# Blood Orange
Blood Orange, właśc. David Joseph Michael Hynes (ur. 23 grudnia 1985 w Londynie) – brytyjski piosenkarz, kompozytor i producent muzyczny, znany także jako Devonté Hynes i Dev Hynes, wcześniej posługujący się pseudonimem Lightspeed Champion.

## Kariera
Dev Hynes urodził się i wychował w dzielnicy Ilford we wschodnim Londynie. Jego matka pochodzi z Gujany, a ojciec z Sierra Leone.
W latach 2004–2006 był członkiem dance-punkowej grupy Test Icicles, w której grał na gitarze, syntezatorze i czasem udzielał się wokalnie. W 2007 roku przeprowadził się do Nowego Jorku. Przybrał wówczas pseudonim Lightspeed Champion, pod którym wydał swoje pierwsze single w 2007 roku, a następnie debiutancki solowy album, Falling Off the Lavender Bridge, w 2008. Utrzymana w stylu indierockowym płyta spotkała się z przychylnym odbiorem krytyków i dotarła do 45. miejsca listy sprzedaży w Wielkiej Brytanii. Promujący ją singel „Tell Me What It's Worth” także spotkał się z niewielkim sukcesem na brytyjskiej liście. W tamtym czasie Hynes współpracował podczas występów na żywo z takimi artystami jak Florence Welch z Florence and the Machine, Alex Turner z Arctic Monkeys, Faris Badwan z The Horrors i Jack Peñate. Po dwóch latach koncertowania nabawił się infekcji gardła i musiał poddać się operacji. Jego druga płyta, Life Is Sweet! Nice to Meet You, ukazała się w 2010 roku i pomimo pozytywnych recenzji nie powtórzyła wyniku poprzedniej.
W styczniu 2011 muzyk wydał swój pierwszy singel pod nowym pseudonimem Blood Orange, zawierający piosenki „Dinner” i „Bad Girls”. W sierpniu ukazał się jego nowy album, Coastal Grooves, będący odejściem od indierockowego brzmienia w kierunku muzyki elektronicznej. Płyta dostała pozytywne recenzje, lecz nie była sukcesem komercyjnym. W 2012 roku Blood Orange występował jako support podczas koncertów Florence and the Machine. Wtedy też wyprodukował EP-kę True dla Solange Knowles oraz single „Everything Is Embarrassing” dla Sky Ferreira i „Flatline” dla Mutya Keisha Siobhan. Pod koniec 2013 roku wydał swój następny album, Cupid Deluxe, będący połączeniem elektroniki z alternatywnym R&B, z gościnnym udziałem m.in. rapera Skepty i piosenkarki Caroline Polachek. Płyta spotkała się tylko z niewielkim sukcesem na listach sprzedaży, plasując się na miejscu 178. w Wielkiej Brytanii i 183. w USA, choć spotkała się z pozytywnym odbiorem krytyków. Następnie współtworzył singel „Crystallize” dla Kylie Minogue oraz utwór „All That” na płytę Emotion Carly Rae Jepsen.
Hynes wydał swoją trzecią płytę jako Blood Orange, Freetown Sound, w czerwcu 2016. Album zawierał efekty współpracy m.in. z Nelly Furtado, Debbie Harry i Carly Rae Jepsen. Album otrzymał bardzo dobre recenzje i osiągnął niewielki sukces na listach sprzedaży. Artysta współtworzył piosenki „Long Time” dla grupy Blondie oraz „You Never Knew” dla zespołu Haim, które ukazały się w 2017 roku. W 2018 Blood Orange wydał kolejną płytę, Negro Swan, która dostała bardzo dobre recenzje i osiągnęła większy sukces komercyjny od poprzednich. W lipcu 2019 Hynes wydał mixtape Angel's Pulse.

## Życie prywatne
Jest biseksualistą. Był w związku z wokalistką Samanthą Urbani.

## Dyskografia
- 2008: Falling Off the Lavender Bridge (jako Lightspeed Champion)
- 2010: Life Is Sweet! Nice to Meet You (jako Lightspeed Champion)
- 2011: Coastal Grooves (jako Blood Orange)
- 2013: Cupid Deluxe (jako Blood Orange)
- 2016: Freetown Sound (jako Blood Orange)
- 2018: Negro Swan (jako Blood Orange)
- 2019: Angel's Pulse (jako Blood Orange)